# Saint-Front-d'Alemps
 Saint-Front-d'Alemps  es una población y comuna francesa, situada en la región de Aquitania, departamento de Dordoña, en el distrito de Périgueux y cantón de Brantôme.

## Demografía
| 311 | 306 | 269 | 267 | 285 | 266 |
| Para los censos de 1962 a 1999 la población legal corresponde a la población sin duplicidades (Fuente: INSEE [Consultar]) |     |     |     |     |     |